# Гайдамака, Анатолий Васильевич
Анатолий Васильевич Гайдама́ка (укр. Анатолій Васильович Гайдамака; 9 июня 1939, Волосковцы, Черниговская область — 27 октября 2023, Киев) — советский и украинский художник-монументалист. Народный художник Украины (1998).

## Биография
Родился 9 июня 1939 года в селе Волосковцы Менского района Черниговской области.
Окончил 1961 году Харьковское художественное училище, 1967 году — МВХПУ имени С. Г. Строганова (специальность «Монументально-декоративное искусство»).
В течение 1967—1971 годах работал художником-архитектором института «Киевпроект». С 1995 года — главный художник Мемориального комплекса «Музей Великой Отечественной войны».
С мая 2001 года — член-корреспондент Академии искусств Украины. Член Центрального правления Всеукраинского общества «Просвита» имени Т. Г. Шевченко. Член Народного Союза «Наша Украина».
С 1971 года — член Национального союза художников Украины.
В 2006 году был кандидатом в народные депутаты Украины от Блока «Наша Украина» (№ 206 в списке).
В течение декабря 2005 года по октябрь 2006 года был внештатным Советником Президента Украины.
Главный художник Мемориального комплекса «Музей Великой Отечественной войны». Член АГУ. Жил в Киеве. Член творческого объединения «Взгляд».
Автор оформления Государственного историко-культурного заповедника на о. Хортица (1977—1988), историко-культурного комплекса "Запорожский Дуб", музеев Н. А. Островского в Шепетовке (1979), М. М. Коцюбинского в Чернигове (1982—1983), Т. Г. Шевченко в Киеве (1984—1987), литературного музея в Одессе (1984—1985), филиала Центрального музея В. И. Ленина (1980—1982; сейчас — «Украинский дом»); художественного решения интерьеров банка «Украина» в Киеве (1994), интерьеров администрации культурного центра «Россия» в Харбине (1997, Китай), церкви Святой Троицы (1998—1999, Македония), художественного оформления Национального музея «Чернобыль» в Киеве (1994—1996), музей катастрофы в Чернобыле - "Зірка Полинь". Создал живописный цикл «Распятие» (1988—1990), участник проекта «Музей катастроф на водах», автор храма «Храм-маяк Николая Чудотворца», принимал участие в создании мемориального музея-гауптвахты Тараса Шевченко (филиал Музея истории Оренбурга), автор храма Святой Троицы в Македонии.
Участник украинских и международных выставок в Швеции, Дании, Германии, Польши, Венгрии, Чехии, Словакии и др.
Скончался 27 октября 2023 года.

## Награды и звания
- заслуженный деятель искусств Украинской ССР (1989)
- народный художник Украины (1998)[3]
- премия Ленинского комсомола (1979) — за художественно-монументальное оформление мемориального музея Н. А. Островского в Шепетовке Хмельницкой области УССР
- Государственная премия УССР имени Т. Г. Шевченко (1985) — за художественное оформление Киевского филиала Центрального музея В. И. Ленина
- орден «Знак Почёта» (1982)
- орден князя Ярослава Мудрого V степени (январь 2009 года)
- орден «Содружество» (28 ноября 2013 года, Межпарламентская ассамблея СНГ) — за активное участие в деятельности Межпарламентской Ассамблеи и её органов, вклад в укрепление дружбы между народами государств — участников Содружества Независимых Государств[4]